# Citron
Citron (Citrus × limon) är ett träd i familjen vinruteväxter och även namnet på själva frukten. Citronen är inte en naturlig art utan en hybrid mellan andra arter i släktet Citrus, såsom pomerans (C. × aurantium Amara-gruppen) och suckatcitron (C. medica). Frukten bergamott (C. × limon Bergamia-gruppen) har samma ursprung som citronen.
Citronen bildar en taggig buske eller litet träd mellan 3 och 6 meter. Bladen blir 6,5–10 centimeter långa och är elliptiska till äggrunda, spetsiga eller uddspetsiga. Bladskaften har smala vingar. Den bildar både tvåkönade blommor och rena hanblommor med bara ståndare. Blommorna är vita med rosa anstrykning. Ståndare 20-30. Frukten är avlång eller rundad och är gul som mogen. Fruktköttet är starkt surt.
Arten odlas framförallt för fruktsaftens skull som innehåller mycket citronsyra och detta ger den mycket sura smaken.
Den används också som ympunderlag till apelsiner och grapefrukt. Både citron och lime används till dryck och i matlagning, men äts även naturell. Finrivet citronskal benämns citronzest.

## Taxonomi och utseende
| ”                              | [Citronen] är en underlig frukt, inuti sur, men cortex besk och adstingerande, hetsig och stimulerande. Båtsmännerne äro ej rädda för skjörbjugg, när de ha citron. Men man skall agta sig för den, som kommer från Indien. | „ |
| – Carl von Linné omkring 1750. | |   |

Citronen tillhör familjen vinruteväxter (Rutaceae). Arterna i familjen samt dess sorter har en stor benägenhet att korsa sig, vilket har lett till att systematiseringen mellan arter, underarter, sorter och varieteter har förändrats med tiden. Citronen är inom familjen en del av släktet Citrus, som bland annat även innefattar apelsin, mandarin, grapefrukt, lime och pomerans. Den är en hybrid, och alltså inte en art, mellan olika citrusfrukter, där citrusfrukter som suckatcitron, lime, pompelmus och storcitrus har föreslagits.
Frukten tillhör de så kallade flerrummiga bären och har två skikt. Det yttre skiktet, som är läderartat, med mycket eteriska oljor samt med färger som varierar från gult och orange till grönt, kallas flavedon, medan det inre, som är vitt, pektin-, glykosid- och c-vitaminrikt, kallas albedon. Fruktköttet är uppdelat i klyftor med vitaminer, fruktsyror och mineralämnen. Citronen blommar under stora delar av året och bär oftast olika mogna frukter. Citronen delas upp i flera sorter. Den är lik suckatcitronen, men albedon på suckatcitronen är mycket tjockare än på citronen. Suckatcitronen består till största del av skal, och har mycket lite fruktkött. De har dock liknande färg.

### Sorter
Citronen kan delas upp i flera olika sorter, ofta beroende på odlingsområde. I Israel, Australien, Kalifornien, Sydafrika och Argentina odlas vanligen sorten Eureka, medan Lisbon odlas mycket i Kalifornien, Argentina, Uruguay och Australien. I Spanien är Verna vanligast, medan Primofiori är näst vanligast. Femminello odlas mest i södra Italien. Det som skiljer de olika arterna åt är tjockleken på skalet, saftigheten, antalet kärnor och klyftor som naturligt finns i frukten, hur sura de är, när de mognar, hur pass tåliga mot kyla de är, hur mycket druvsocker de innehåller, dess resistens mot sjukdomar, och så vidare. Antalet årliga skördar varierar även mellan olika sorter. Den turkiska sorten Lamas och den cypriotiska Lapithkiotiki ger en årlig skörd, till skillnad från Femminello som ger fyra skördar varje år, och dessa kallas beroende på skördetid olika saker: Primofiore skördas från september till november, Limoni skördas från december till maj, mellan april och juni skördas sorten Bianchetti och mellan juni och september skördas Verdelli. Sorten Vernas skördas två gånger årligen. En annan vanlig sort är Reale.

### Synonymer
- Citrus limonum Risso
- Citrus medica subsp. limonum (Risso) Wight & Arn.
- Citrus medica var. limonum (Risso) Lilja
- Citrus medica var. limon L.

## Historia
Det exakta ursprunget för citroner har kvarstått som ett mysterium, även om det i stor utsträckning har ansetts att citron ursprungligen växte i Indien, norra Myanmar, samt Kina, enligt en del forskare så tidigt som under 4000-talet f.Kr., även om det förmodligen inträffade senare. Det är även osäkert när den började odlas, och forskare har föreslagit allt från 500 f.Kr. till 1000-talet e.Kr. Den franska botanikern Georges Gallesio konstaterade att anledningen till den dunkla historien låg i att "eftersom detta inträffade under okunnighetens och barbariets tidevarv, har händelsen blivit insvept i dunkla dimmor."
I södra och sydöstra Asien var citronen känd för sina antiseptiska egenskaper och citronen användes som ett motgift för diverse gifter. I Europa är odling av citroner först belagd under det första århundradet e.Kr. i Romerska riket; vid utgrävningar av en villa i Torre Annunziata (antikens Oplontis) påträffades citronträd. Med tiden introducerades den även i Persien och sedan till Irak och Egypten runt år 700. Citronen nämndes för första gången i litteraturen i en arabisk avhandling om jordbruk från 1000-talet. Citronen användes även som en dekorativ växt i tidiga islamiska trädgårdar. Trädet spreds vida runt i den arabiska världen och medelhavsområdet mellan åren 1000 och 1150. Det genetiska ursprunget för citronen rapporterades dock vara en hybrid mellan suckatcitron och pomerans. Citronen togs till Ligurien av korsriddare på 1200-talet.
Den första riktiga odlingen av citroner i Europa skedde i Genua i mitten av 1400-talet. Den blev populär i Europa under 1500-talet, och blev allmänt tillgänglig i Europa under 1800-talet. Citronen infördes till Amerika år 1493 när Christofer Columbus förde med sig citronkärnor till Hispaniola under sina resor. Spanska erövringar i den nya världen hjälpte till att sprida citronkärnor. Citronen användes huvudsakligen som prydnad eller som medicin. På 1700- och 1800-talet skedde en ökning av plantager i Florida och Kalifornien i USA där citroner började användas i matlagning och som smaksättning. År 1747 genomförde läkaren James Lind experiment på sjömän som led av skörbjugg. Under experimenten tillförde han bland annat c-vitamin till deras diet genom citronjuice.

### Litterär historia
1646 utkom den första boken om citrusfrukter, Hesperides sive de Malorum Aureorum Cultura et Usu, i Rom, skriven av Giovanni Battista Ferrari. Trettio år senare, år 1676, kom nästa bok om citrusfrukter, Nederlantze Hesperides av J. Commelyn. 1708 utgavs Nürnbergische Hesperides, oder Gründliche Beschreibung der Edlen Citronat/Citronen/ und Pomerantzen-Früchte. Författaren, Johann Christoph Volkamer, var en framstående botaniker inom citrusfrukter, framförallt citroner. Traité du Citrus av Georges Gallesio 1811 var nästa stora verk om citrusfrukter. Under 1900-talet blev Samuel Tolkowsky en framstående citrusodlare och forskare, som släppte verket Hesperides - A History of the Culture and Use of Citrus Fruits 1938. I sitt verk argumenterar han för att citronen inte introducerades i Europa av korsriddare, utan att den även fanns i världsdelen redan under Romerska riket, vilket han kom fram till genom att studera konst med citroner.

## Namn
Ordet citron har funnits i svenskan sedan 1578. Det kommer av franska ordet citron, från ett äldre italienskt ord, citrone, och ytterst av latinets citrus, som betyder citronträd, och är en biform till cedrus som betyder ceder. Att cedern gav namn åt citronen kan ha att göra med den liknande användningen som fanns av dess virken.
På engelska heter citron lemon. Lemon kommer från ett gammalfranskt ord, limon, som betyder citrusfrukt, och har använts i språket sedan omkring 1400-talet. Limon kommer i sin tur från det arabiska laimun, från persiska limu (n), som är allmänna termer för citrusfrukter. Lime kommer förmodligen även från samma ursprung. Citron på engelska och på svenska är falska vänner. Citron på engelska syftar inte på citronen, utan på suckatcitronen (även kallad cedrat), C. medica.

## Produktion
Indien toppar världsproduktionen av citroner med cirka 16 procent av den totala citron- och limeproduktionen. Därefter följer Mexiko (cirka 14,5 procent), Argentina (cirka 10 procent), Brasilien (cirka 8 procent) och Spanien (cirka 7 procent).
Citroner som skördas sent på sommaren tappar sällan sin lätt gröna färg på det yttersta, tunna skiktet, trots att de är mogna. Detta bekämpas, för att få ett gult yttre skal, genom behandling med etylengas, vilket är tillåtet enligt EU:s bestämmelser.
| Indien | 2 060 000F  |
| Mexiko | 1 880 000F  |
| Argentina | 1 260 000F  |
| Brasilien | 1 060 000F  |
| Spanien | 880 000F    |
| Kina | 745 100F    |
| USA | 722 000     |
| Turkiet | 706 652     |
| Iran | 615 000F    |
| Italien | 546 584     |
| Världen | 13 032 388F |
| Ingen symbol = officiella siffror, F = Uppskattningar från FAO; Källa: Food And Agricultural Organization of United Nations: Economic And Social Department: The Statistical Division |             |

## Galleri

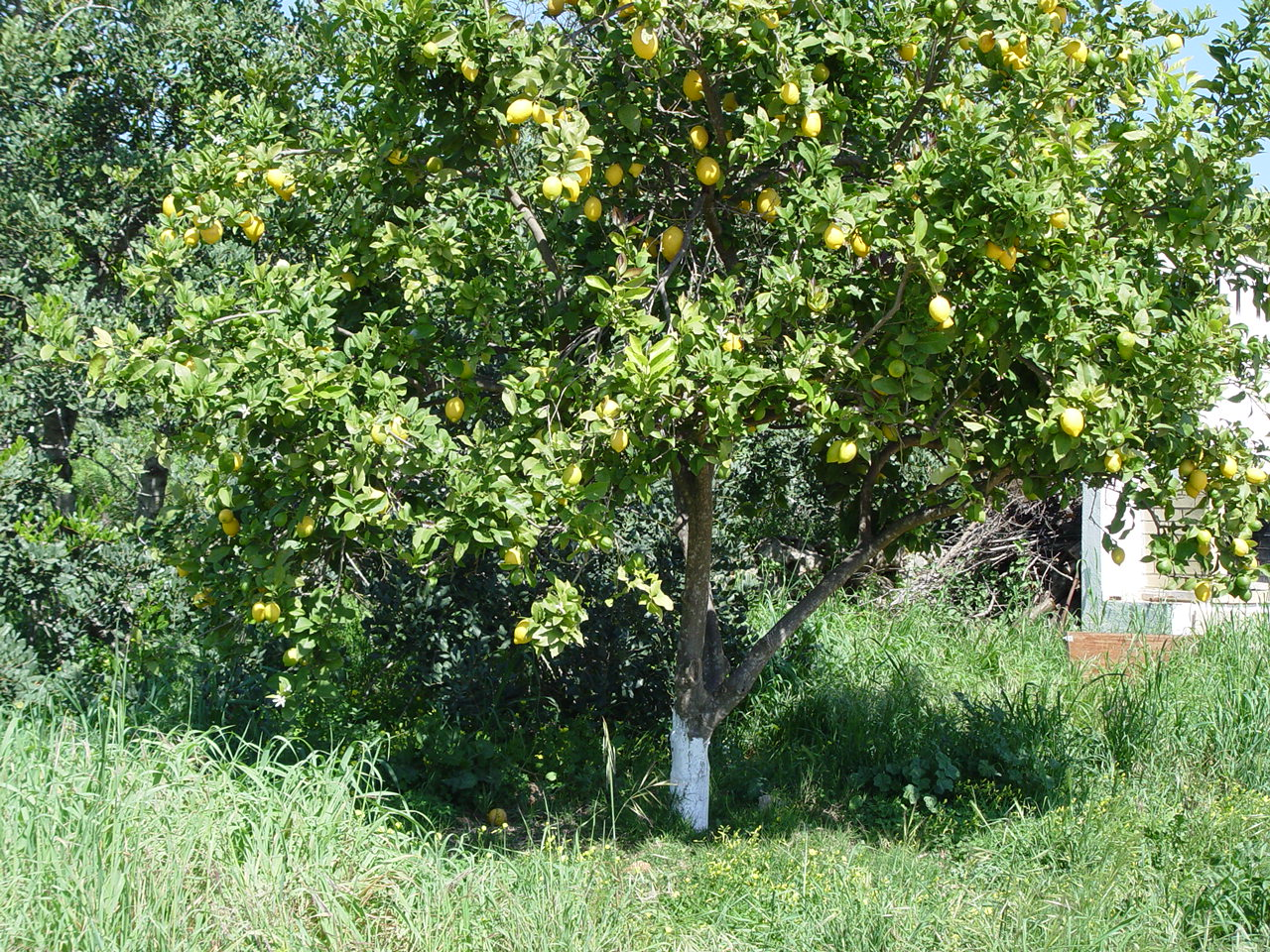
Träd
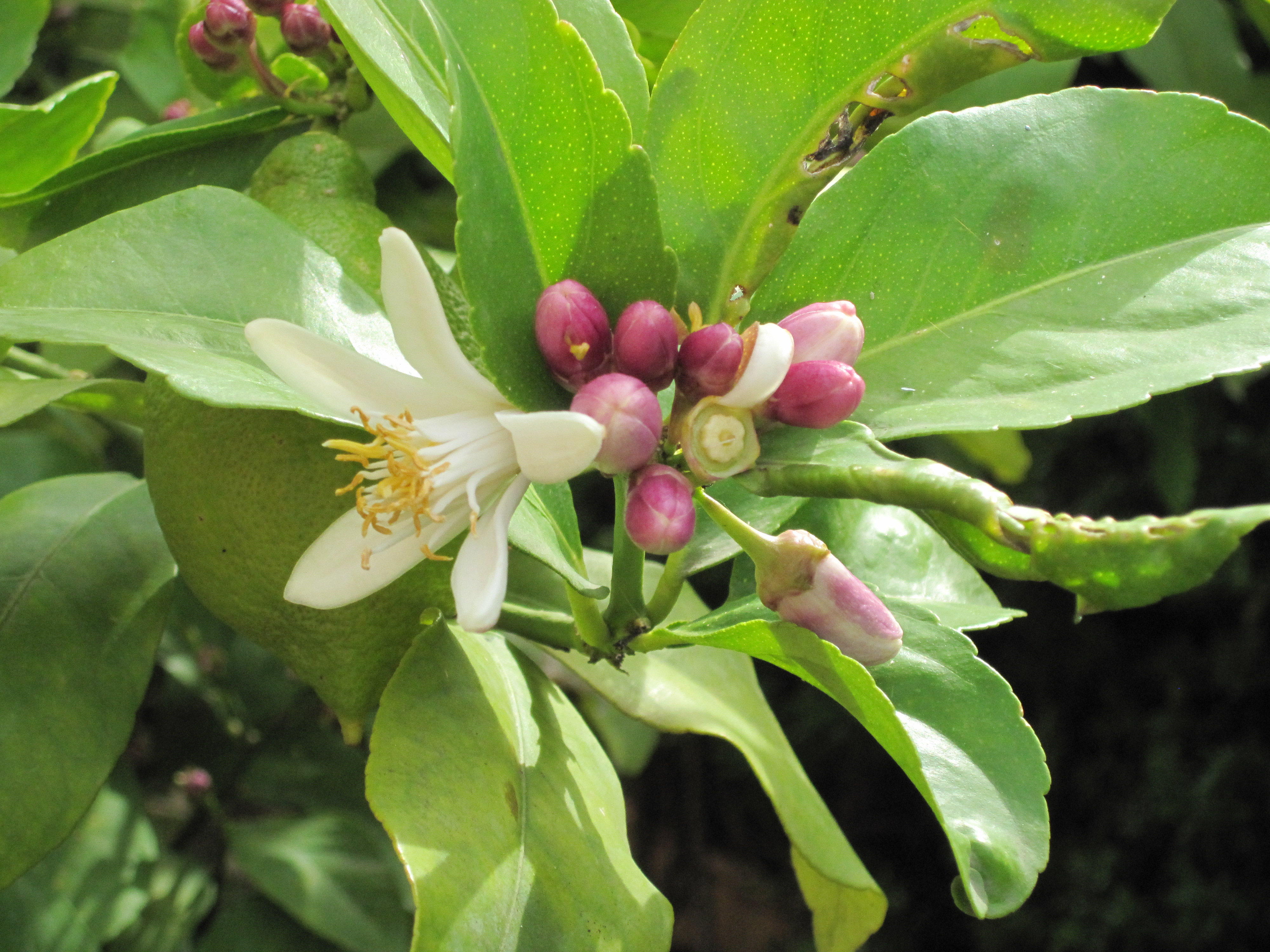
Blommor
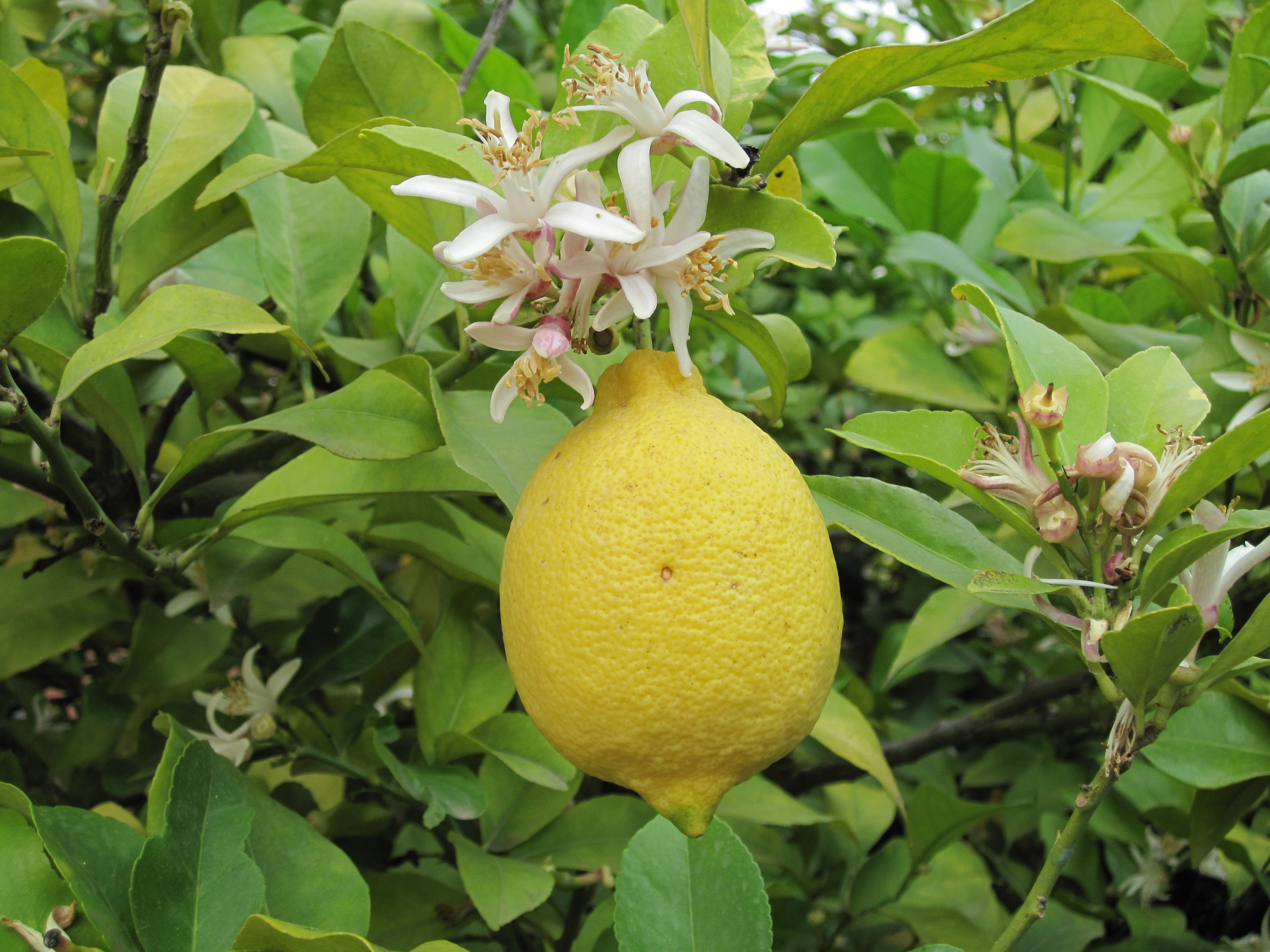
Blommor och frukt
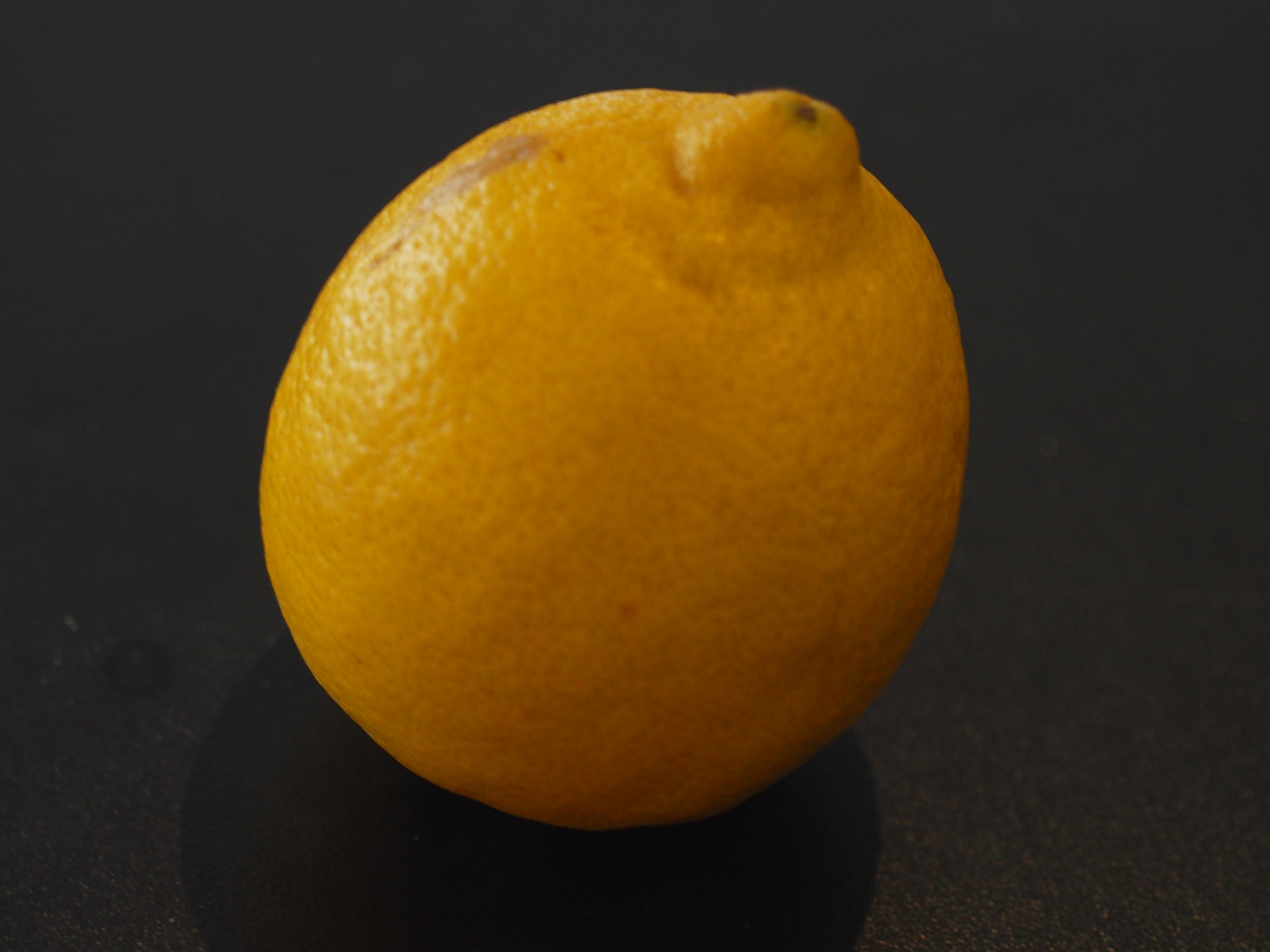
Citron med svart bakgrund
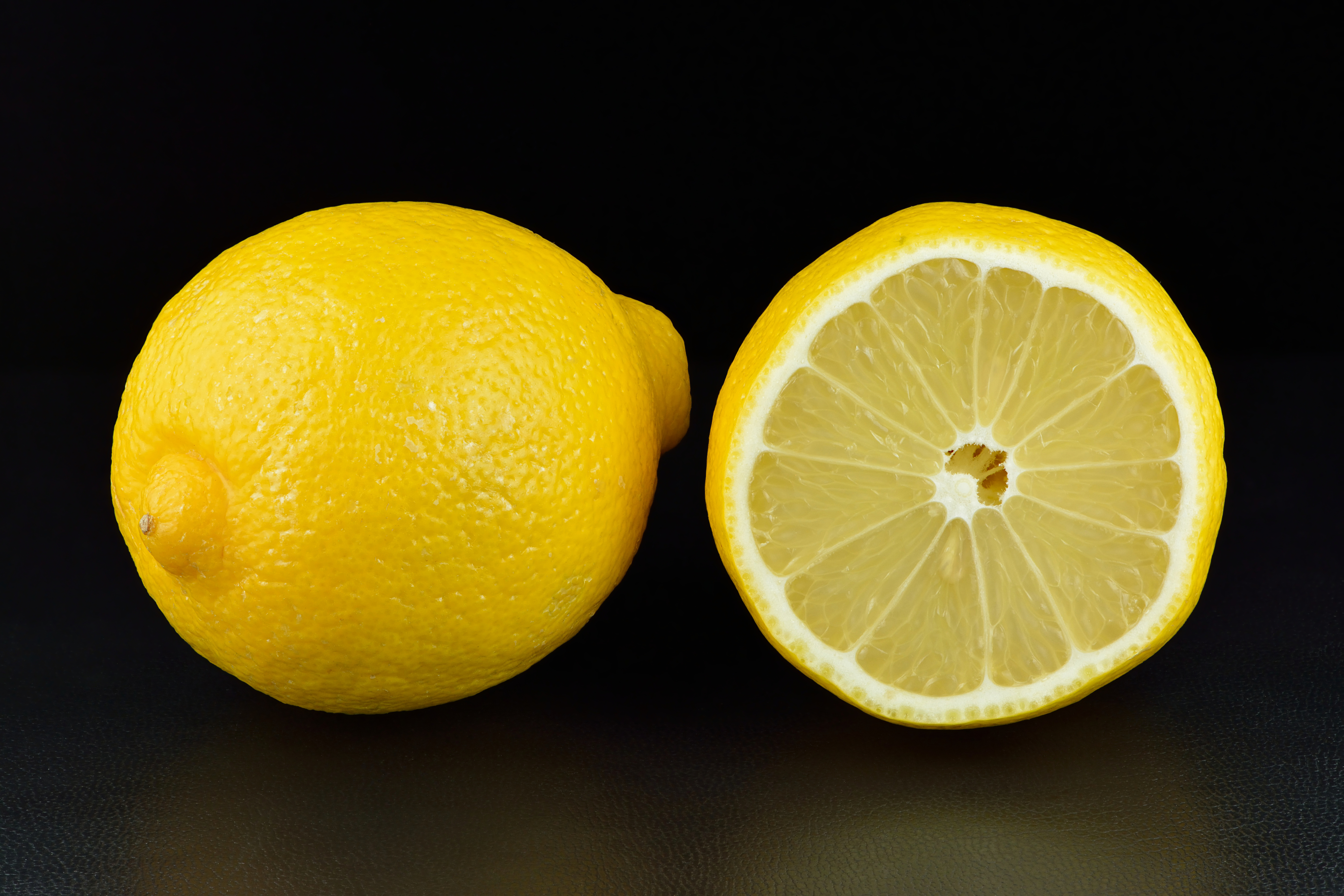
Citroner